# Declaració de Josep d'Arimatea
La Declaració de Josep d'Arimatea és un llibre apòcrif del Nou Testament del qual no se'n coneix l'origen. La data de composició seria posterior a les Actes de Pilat, cap al segle v o VI. La versió més completa s'ha conservat al Manuscrit Ambrosià E 1900 del segle xii escrit en llengua grega, però va ser molt popular a l'edat mitjana, ja que el text està inclòs en una gran quantitat de còdex.
És un complement de les Actes de Pilat a l'estil de l'Anàfora i de la Paradosis, textos atribuïts a Pilat sobre el seu paper en el judici i la crucifixió de Crist, on hi ha relats i descripcions d'aquests fets. A la Declaració es diu que Josep d'Arimatea és l'autor del relat i s'explica una detallada presentació dels dos lladres, Dimes i Gestes, que van ser crucificats amb Jesús. Explica un robatori de llibres sagrats al Temple, que va servir per acusar Jesús, i diu que l'argument definitiu per a condemnar-lo van ser les seves afirmacions temeràries contra el Temple de Jerusalem.
La passió i ressurrecció de Jesús, també descrites amb detall, tenen com a apèndix una estada de Jesús a Galilea acompanyat pel bon lladre, amb la presència de l'autor del relat, Josep d'Arimatea. La majoria de dades deriven de les Actes de Pilat, però té elements inèdits com l'explicació de que Judes Iscariot era nebot de Caifàs.